# 林正義
林正義（はやし まさよし、1965年
- ）は、日本の経済学者。東京大学大学院経済学研究科教授。専門は、地方財政・社会保障。2022年現在は、日本財政学会代表理事、日本公共選択学会専務理事等を務める。
青山学院大学では永井陽之助に師事した。福岡県出身。

## 来歴
- 1984年-福岡県立明善高等学校卒業[1]。
- 1984年-青山学院大学国際政治経済学部国際政治学科入学（1985年度休学）[1]。
- 1989年-青山学院大学国際政治経済学部国際政治学科卒業[4]。
- 1991年-青山学院大学大学院国際政治経済学研究科国際政治学専攻博士課程中途退学（政治学修士取得）し、三和総合研究所研究員を務める（1999年まで）[4]。
- 1998年-カナダ・クイーンズ大学大学院経済学研究科博士課程修了（Ph.D.取得）[4]。
- 1999年-明治学院大学経済学部専任講師[4]。
- 2002年-明治学院大学経済学部助教授[4]。
- 2004年-財務省財務総合政策研究所 総括主任研究官（2006年まで）。
- 2006年-一橋大学大学院経済学研究科および国際・公共政策大学院助教授[4]。
- 2008年-日本地方財政学会理事（2016年まで）[5]。
- 2010年-東京大学大学院経済学研究科准教授[4]。
- 2010年-日本応用経済学会理事（2019年まで）[6][7][8]。
- 2014年-東京大学大学院経済学研究科教授。

## 著作・編著

### 共著
- （畑農鋭矢、吉田浩）『財政学をつかむ』（有斐閣、 2008年）
- （阿部彩、國枝繁樹、鈴木亘）『生活保護の経済分析』（東京大学出版会、2008年）
- （小川光、別所俊一郎）『公共経済学』（有斐閣、2010年）

### 編著
- （持田信樹）『地方債の経済分析』（有斐閣、2018年）

## 受賞歴
- 2003年、日本地方財政学会佐藤賞[9]
- 2006年、日本経済政策学会研究奨励賞
- 2008年、『生活保護の経済分析』で第51回日経・経済図書文化賞
- 2010年、日本応用経済学会賞[10]